# Snowśk (stacja kolejowa)
Snowśk (ukr. Сновськ) – stacja kolejowa w miejscowości Snowśk, w rejonie koriukowskim, w obwodzie czernihowskim, na Ukrainie. Położona jest na linii Bachmacz - Homel.
Przy stacji znajduje się lokomotywownia.

## Historia
Stacja powstała w XIX w. na linii Kolei Libawsko-Romieńskiej pomiędzy stacjami Horodnia-Ujezd i Niskówka.
Do 1944 nosiła nazwę Snowska, Snowskaja (ukr. Сновська, Snowśka; ros. Сновская, Snowskaja), następnie, podobnie jak miasto, nazywała się Szczors (ukr. Щорс; ros. Щорс). W 2017 w wyniku dekomunizacji nazewnictwa na Ukrainie, stacja otrzymała obecną nazwę, tożsamą z nową nazwą miasta.